# The Dark Horse Years 1976–1992
The Dark Horse Years 1976—1992 — бокс-сет альбомов Джорджа Харрисона, вышедший в 2004 году. Включает почти все произведения Харрисона, вышедшие ранее на лейбле Dark Horse Records: студийные альбомы от Thirty Three & 1/3 (1976) до Cloud Nine (1987) и концертный альбом 1992 года Live in Japan в особом ремиксе на Super Audio CD. Для альбома Somewhere in England была восстановлена обложка, изначально предложенная Харрисоном. Изменениям также подверглась обложка альбома George Harrison. В бокс-сет также было включено DVD с видеоклипами из различных периодов карьеры Харрисона.
В бокс-сет не попали песни «Lay His Head» (сторона «Б» сингла «Got My Mind Set On You») и «Cheer Down» — композиция, написанная Харрисоном для фильма «Смертельное оружие 2» (концертная версия песни была включена в альбом Live in Japan). В бокс-сет также не вошли две композиции, изданные ранее на компиляционном альбоме Best of Dark Horse 1976-1989: «Cockamamie Business» и «Poor Little Girl».

## Список композиций

### Диск 1:Thirty Three & 1/3
1. «Woman Don't You Cry For Me» — 3:18
2. «Dear One» — 5:08
3. «Beautiful Girl» — 3:39
4. «This Song» — 4:13
5. «See Yourself» — 2:51
6. «It's What You Value» — 5:07
7. «True Love» (Cole Porter) — 2:45
8. «Pure Smokey» — 3:56
9. «Crackerbox Palace» — 3:57
10. «Learning How To Love You» — 4:13
11. «Tears of the World» — 4:02

### Диск 2:George Harrison
1. «Love Comes to Everyone» — 4:36
2. «Not Guilty» — 3:35
3. «Here Comes the Moon» — 4:48
4. «Soft-Hearted Hana» — 4:03
5. «Blow Away» — 4:00
6. «Faster» — 4:46
7. «Dark Sweet Lady» — 3:22
8. «Your Love is Forever» — 3:45
9. «Soft Touch» — 3:59
10. «If You Believe» (George Harrison/Gary Wright) — 2:55
11. «Here Comes The Moon» (Demo Version) — 3:37

### Диск 3:Somewhere in England
1. «Blood from a Clone» — 4:03
2. «Unconsciousness Rules» — 3:35
3. «Life Itself» — 4:25
4. «All Those Years Ago» — 3:45
5. «Baltimore Oriole» (Hoagy Carmichael) — 3:57
6. «Teardrops» — 4:07
7. «That Which I Have Lost» — 3:47
8. «Writings on the Wall» — 3:59
9. «Hong Kong Blues» (Hoagy Carmichael) — 2:55
10. «Save the World» — 4:54
11. «Save the World» (Acoustic Demo Version)- 4:29

### Диск 4:Gone Troppo
1. «Wake Up My Love» — 3:34
2. «That’s The Way It Goes» — 3:34
3. «I Really Love You» (Leroy Swearingen) — 2:54
4. «Greece» — 3:58
5. «Gone Troppo» — 4:25
6. «Mystical One» — 3:42
7. «Unknown Delight» — 4:16
8. «Baby Don’t Run Away» — 4:01
9. «Dream Away» — 4:29
10. «Circles» — 3:46
11. «Mystical One» (Demo Version) — 6:02

### Диск 5:Cloud Nine
1. «Cloud 9» — 3:15
2. «That's What It Takes» (George Harrison/Jeff Lynne/Gary Wright) — 3:59
3. «Fish on the Sand» — 3:22
4. «Just For Today» — 4:06
5. «This Is Love» (George Harrison/Jeff Lynne) — 3:48
6. «When We Was Fab» (George Harrison/Jeff Lynne) — 3:57
7. «Devil's Radio» — 3:52
8. «Someplace Else» — 3:51
9. «Wreck of the Hesperus» — 3:31
10. «Breath Away From Heaven» — 3:36
11. «Got My Mind Set on You» (Rudy Clark) — 3:52
12. «Shanghai Surprise» — 5:07
13. «Zig Zag» — 2:45

### Live in JapanSACD

#### Диск 6
1. «I Want to Tell You» — 4:33
2. «Old Brown Shoe» — 3:51
3. «Taxman» — 4:16
4. «Give Me Love (Give Me Peace on Earth)» — 3:37
5. «If I Needed Someone» — 3:50
6. «Something» — 5:21
7. «What Is Life» — 4:47
8. «Dark Horse» — 4:20
9. «Piggies» — 2:56
10. «Got My Mind Set on You» (Rudy Clark) — 4:56

#### Диск 7
1. «Cloud 9» — 4:23
2. «Here Comes the Sun» — 3:31
3. «My Sweet Lord» — 5:42
4. «All Those Years Ago» — 4:26
5. «Cheer Down» (George Harrison/Tom Petty) — 3:53
6. «Devil's Radio» — 4:25
7. «Isn't It a Pity» — 6:33
8. «While My Guitar Gently Weeps» — 7:09
9. «Roll Over Beethoven» (Chuck Berry) — 4:45

### DVD
1. Dark Horse Feature

Видео:
1. «This Song»
2. «Crackerbox Palace»
3. «Faster»
4. «Got My Mind Set on You» Version 1
5. «Got My Mind Set on You» Version 2
6. «When We Was Fab»
7. «This Is Love»

Отрывки из «Live in Japan»
1. «Cheer Down»
2. «Devil’s Radio»
3. «Cloud 9» (alternate version)
4. «Taxman»

Аудио:
- PCM Stereo
- Dolby Digital 5.1
- DTS 5.1

Отрывки из фильма «Шанхайский сюрприз»
1. «Shanghai Surprise»
2. «Someplace Else»
3. «The Hottest Gong In Town»